# Juillet 2005 en sport
Cette page concerne l'actualité sportive du mois de juillet 2005.

## Vendredi1erjuillet
- Athlétisme, Meeting Golden League de Paris - Saint-Denis : les Français Ladji Doucouré et Christine Arron remportent respectivement le 110 m haies et le 100 m. Kenenisa Bekele échoue de peu contre le record du monde du 5 000 m. Plus de 70 000 spectateurs présents en tribune ; c'est un record du monde pour un meeting d'athlétisme.

## Samedi2 juillet
- Cyclisme, première étape du Tour de France : l'Américain David Zabriskie remporte la première étape du Tour 2005 sur les routes de Vendée[n 1].

- Tennis, Tournoi de Wimbledon : l'Américaine Venus Williams bat sa compatriote Lindsay Davenport 4-6, 7-6 (7/4), 9-7.

## Dimanche3 juillet
- Compétition automobile, Grand Prix de France de Formule 1 : L'Espagnol Fernando Alonso remporte sa cinquième victoire de la saison, devançant Kimi Räikkönen .

- Cyclisme, deuxième étape du Tour de France, deuxième étape : le Belge Tom Boonen remporte la deuxième étape du Tour 2005 ; l'Américain David Zabriskie conserve le maillot jaune[n 1].

- Tennis, Tournoi de Wimbledon : le Suisse Roger Federer remporte son cinquième titre consécutif en battant en finale l'américain Andy Roddick en 3 sets 6-2, 7-6 (7/2), 6-4. Il égale les performances de Björn Borg et Pete Sampras, seuls tennismans à l'avoir remporté trois fois consécutivement.

## Lundi4 juillet
- Cyclisme, troisième étape du Tour de France : le Belge Tom Boonen remporte la troisième étape du Tour 2005 ; l'Américain David Zabriskie conserve le maillot jaune[n 1].

## Mardi5 juillet
- Athlétisme : la Russe Yelena Isinbayeva bat un nouveau record du monde du saut à la perche avec 4,93 m lors du meeting de Lausanne, meeting où Ronald Pognon est le premier Français à passer sous la barre des 10 s sur 100 m avec 9 s 99.
- Cyclisme, quatrième étape du Tour de France : l'équipe Discovery Channel remporte la quatrième étape du Tour 2005 ; l'Américain Lance Armstrong s'empare du maillot jaune à la suite de la chute de David Zabriskie[n 1].

## Mercredi6 juillet
- Cyclisme, cinquième étape du Tour de France : l'Australien Robbie McEwen remporte la cinquième étape du Tour 2005 ; l'Américain Lance Armstrong conserve le maillot jaune.

- Jeux olympiques de 2012 : Jacques Rogge, président du CIO, a annoncé que la ville organisatrice des Jeux olympiques de 2012 sera Londres, au grand désespoir de Paris présentée longtemps comme favorite.

## Jeudi7 juillet
- Cyclisme, sixième étape du Tour de France : l'Italien Lorenzo Bernucci remporte la sixième étape du Tour 2005 ; l'Américain Lance Armstrong conserve le maillot jaune.

## Vendredi8 juillet
- Cyclisme, septième étape du Tour de France : l'Australien Robbie McEwen remporte la septième étape du Tour 2005 ; l'Américain Lance Armstrong conserve le maillot jaune.

## Samedi9 juillet
- Cyclisme, huitième étape du Tour de France : le Néerlandais Pieter Weening remporte la huitième étape du Tour 2005 ; l'Américain Lance Armstrong conserve le maillot jaune.

- Rugby : les Blacks remportent par 38-19 le 3e match de la tournée des Lions en Nouvelle-Zélande, remportant ainsi la série 3 victoires à 0.

## Dimanche10 juillet
- Compétition automobile, Grand Prix de Grande-Bretagne de Formule 1 : le Colombien Juan Pablo Montoya s'impose devant Fernando Alonso et Kimi Räikkönen.

- Cyclisme, neuvième étape Tour de France : le Danois Michael Rasmussen remporte la neuvième étape du Tour 2005 ; l'Allemand Jens Voigt s'empare du maillot jaune.

- Tennis, demi-finales de la Fed Cup : emmenée par Amélie Mauresmo et Mary Pierce, la France se qualifie pour sa troisième finale consécutive en écartant l'Espagne en demi-finale (3-0). La Russie rejoint de son côté la finale en éliminant les États-Unis à Moscou : 3-1.

- Volley-ball : le Brésil remporte pour la troisième fois consécutive la Ligue mondiale de volley-ball en battant en finale la Serbie-et-Monténégro par 3 sets à 1 à Belgrade.

- Basket-ball : l'équipe de France féminine espoir (moins de 20 ans) est Championne d'Europe en battant la Pologne 72-57.

- Moto, Grand Prix Moto : l'Américain Nicky Hayden remporte le Grand Prix moto des États-Unis en Moto GP sur Honda devant son compatriote Colin Edwards. Le leader du championnat Valentino Rossi termine troisième.

## Mardi12 juillet
- Cyclisme, dixième étape du Tour de France : l'Espagnol Alejandro Valverde remporte la dixième étape du Tour 2005 ; l'Américain Lance Armstrong récupère le maillot jaune.

## Mercredi13 juillet
- Cyclisme, onzième étape du Tour de France : le Kazakh Alexandre Vinokourov remporte la onzième étape du Tour 2005 ; l'Américain Lance Armstrong conserve le maillot jaune.

- Football, préliminaires de la Ligue des champions de l'UEFA : Liverpool FC, tenant du trophée, s'impose 3-0 face aux Gallois de TNS Llansantffraid. Les trois buts sont signés par Steven Gerrard.

- Hockey sur glace, LNH : le plus long conflit de l'histoire du sport professionnel en Amérique du Nord est terminé. Après 301 jours de grève, joueurs et propriétaires de la Ligue nationale de hockey ont conclu une entente sur un nouveau contrat de travail.

## Jeudi14 juillet
- Cyclisme, douzième étape du Tour de France : le Français David Moncoutié remporte la douzième étape du Tour 2005 ; l'Américain Lance Armstrong conserve le maillot jaune.

## Vendredi15 juillet
- Athlétisme : Ladji Doucouré a battu son record de France du 110 m haies, en remportant en 12 s 97 vendredi la finale des Championnats de France d'athlétisme à Angers.(Ancien record : 13 s 02 par lui-même le 1er juillet à Paris/Saint-Denis)

- Cyclisme, treizième étape du Tour de France : l'Australien Robbie McEwen remporte la treizième étape du Tour 2005 ; l'Américain Lance Armstrong conserve le maillot jaune.

## Samedi16 juillet
- Cyclisme, quatorzième étape Tour de France : l'Autrichien Georg Totschnig remporte la quatorzième étape du Tour 2005 ; l'Américain Lance Armstrong conserve le maillot jaune.

- Football, quarts de finale de la Gold Cup 2005 : le Honduras s'impose face au Costa Rica, 3-2. Les États-Unis accèdent également en demi-finales en écartant la Jamaïque, 3-1.

## Dimanche17 juillet
- Cyclisme, quinzième étape du Tour de France : l'Américain George Hincapie remporte la quinzième étape du Tour 2005 ; l'Américain Lance Armstrong conserve le maillot jaune[n 1].

- Football, quarts de finale de la Gold Cup 2005 : la Colombie s'impose face au Mexique, 2-1.

- Natation, épreuve de plongeon des championnats du monde : les plongeuses chinoises gagnent la première médaille d'or de ces championnats dans l'épreuve du plongeon synchronisé à 10 mètres. Australiennes et Canadiennes complètent le podium.

- Golf, British Open : l'Américain Tiger Woods remporte la 134e édition du plus prestigieux tournoi du monde.

- Compétition automobile, Rallye d'Argentine : le Français Sébastien Loeb gagne son sixième rallye consécutif ; record du genre.

- Tennis, Coupe Davis : la Russie, la Croatie, l'Argentine et la Slovaquie se qualifient pour les demi-finales.

## Lundi18 juillet
- Plongeon, Championnats du monde de natation : la Canadienne Blythe Hartley l'emporte au tremplin d'un mètre, suivi de la chinoise Wu Min Xia et de l'allemande Heike Fischer.

## Mardi19 juillet
- Cyclisme, seizième étape du Tour de France : l'Espagnol Óscar Pereiro remporte la seizième étape du Tour 2005 ; l'Américain Lance Armstrong conserve le maillot jaune.

- Plongeon, Championnats du monde de natation : le Canadien Alexandre Despatie l'emporte au tremplin de trois mètres, suivi de l'Américain Troy Dumais et du Chinois He Chong.

## Mercredi20 juillet
- Cyclisme, dix-septième étape du Tour de France : l'Italien Paolo Savoldelli remporte la dix-septième étape du Tour 2005 ; l'Américain Lance Armstrong conserve le maillot jaune.

- Plongeon, Championnats du monde de natation : l'Américaine Laura Ann Wilkinson l'emporte au tremplin de dix mètres.

## Jeudi21 juillet
- Cyclisme, dix-huitième étape du Tour de France : l'Espagnol Marcos Serrano remporte la dix-huitième étape du Tour 2005 ; l'Américain Lance Armstrong conserve le maillot jaune.

- Plongeon, Championnats du monde de natation : le Canadien Alexandre Despatie l'emporte au tremplin d'un mètre devant les Chinois Xiang Xu et Feng Wang.

- Natation synchronisée, championnats du monde : la Française Virginie Dedieu remporte l’épreuve solo devant la Russe Natalia Ischenko et l’Espagnole Gemma Mengual.

- Football, demi-finales de la Gold Cup 2005 : les États-Unis s’imposent à l’arraché 2-1 face au Honduras en renversant la vapeur lors des ultimes minutes. Le Panama accède également en finale en écartant la Colombie 3-2.

## Vendredi22 juillet
- Cyclisme, dix-neuvième étape du Tour de France : l'Italien Giuseppe Guerini remporte la dix-neuvième étape du Tour 2005 ; l'Américain Lance Armstrong conserve le maillot jaune.

- Athlétisme, Saut à la perche : lors du meeting de Londres, la Russe Yelena Isinbayeva devient la première femme à passer la barre des cinq mètres.

- Plongeon, Championnats du monde de natation : la Chinoise Jingjing Guo l'emporte au tremplin de trois mètres devant sa compatriote Min Xia Wu et l'Italienne Tania Cagnotto.

## Samedi23 juillet
- Cyclisme, vingtième étape du Tour de France : l'Américain Lance Armstrong remporte la vingtième étape du Tour 2005 en contre la montre sur 55 km ; Armstrong conserve le maillot jaune.

- Golf, Evian Masters : la jeune Américaine Paula Creamer remporte la douzième édition du tournoi.

- Sports équestres, Championnats d'Europe de saut d'obstacles : l'Allemagne remporte le titre par équipes devant la Suisse et les Pays-Bas.

- Plongeon, Championnats du monde de natation : le Chinois Jia Hu l'emporte au tremplin de dix mètres devant le Cubain José Antonio Guerra Oliva et le Russe Gleb Galperin.

## Dimanche24 juillet
- Compétition automobile, Grand Prix d'Allemagne de Formule 1 : l'Espagnol Fernando Alonso s'impose devant Juan Pablo Montoya et Jenson Button.

- Cyclisme, vingt et unième étape du Tour de France : le Kazak Alexandre Vinokourov remporte la vingt et unième étape du Tour 2005 sur les Champs-Élysées ; l'Américain Lance Armstrong remporte sa septième grande boucle.

- Plongeon, Championnats du monde de natation : deux derniers podiums dans la discipline du plongeon lors de ces mondiaux de Montréal avec le sacre des Chinoises Ting Li et Jingjing Guo sur 3 mètres synchro féminin et des Russes Dmitry Dobroskok et Gleb Galperin sur 10 mètres synchro masculin.

- Natation, Championnats du monde :
  - l'Australien Grant Hackett remporte la première médaille d'or des épreuves de course en bassin sur 400 mètres nage libre devant le Russe Yuri Prilukov et le Tunisien Oussama Mellouli.
  - le Sud-Africain Roland Schoeman bat le record du monde du 50 mètres papillon masculin en demi-finale : 23 s 01.
  - La Française Laure Manaudou remporte le 400 m nage libre féminin devant la Japonaise Ai Shibata et la Britannique Caitlin Mc Clatchey.
  - L'Australie enlève le relais 4 × 100 m nage libre féminin tandis que les Américains s'imposent chez les hommes.

- Football, finale de la Gold Cup 2005 : les États-Unis s’imposent face au Panama. La partie est sanctionnée par un match nul sans but ; la décision se fait aux tirs au but : 3-1.

- Moto, Grand Prix Moto : l'Italien Valentino Rossi remporte le Grand Prix moto de Grande-Bretagne en Moto GP sur Honda devant Kenny Roberts et Alex Barros. Victoire de Randy De Puniet en 250 cm3 et Julián Simón en 125 cm3.

## Lundi25 juillet
- Natation, championnats du monde :
  - le Sud-Africain Roland Schoeman bat le record du monde du 50 mètres papillon masculin en finale : 22 s 96. Il remporte le titre mondial devant l'Américain Ian Crocker et l'Ukrainien Sergiy Breus.
  - l'Américaine Jessica Hardy bat le record du monde du 100 mètres brasse féminin en demi-finale : 1 min 06 s 20
  - L'Américain Brendan Hansen remporte le 100 m brasse masculin devant le Japonais Kosuke Kitajima et le Français Hugues Duboscq
  - L'Australienne Jessicah Schipper s'impose sur 100 m papillon féminin devant sa compatriote Lisbeth Lenton et la Polonaise Otylia Jędrzejczak.
  - L'Américaine Katie Hoff s'impose sur 200 m 4 nages féminin devant la Zimbabwéenne Kirsty Coventry et l'Australienne Lara Carroll.

## Mardi26 juillet
- Natation, championnats du monde :
  - L'Américaine Kate Ziegler remporte le 1 500 mètres féminin devant la Suissesse Flavia Rigamonti et la Canadienne Brittany Reimer
  - La Zimbabwéenne Kirsty Coventry enlève le 100 mètres dos féminin devant l'Allemande Antje Buschschulte et la favorite américaine Natalie Coughlin.
  - L'Australienne Leisel Jones remporte le 100 mètres brasse féminin devant les Américaines Jessica Hardy et Tara Kirk.
  - L'Américain Aaron Peirsol s'impose sur 100 mètres dos masculin devant son compatriote Randall Bal et le Hongrois Laszlo Cseh.
  - L'Américain Michael Phelps remporte le 200 mètres nage libre masculin devant l'Australien Grant Hackett et le Sud-Africain Ryk Neethling.

## Mercredi27 juillet
- Football, Trophée des champions : à Auxerre, l'Olympique lyonnais remporte son quatrième Trophée des Champions en s'imposant 4-1 face à l'AJ Auxerre.

- Natation, championnats du monde :
  - L'Allemand Mark Warnecke gagne le 50 mètres brasse masculin devant l'Américain Mark Gangloff et le Japonais Kosuke Kitajima.
  - La Française Solenne Figuès remporte le 200 mètres nage libre féminin devant l'Italienne Federica Pellegrini et deux nageuses classées troisièmes : la Suédoise Josefin Lillhage et la Chinoise Yu Yang.
  - Le Polonais Pawel Korzeniowski s'impose sur 200 mètres papillon masculin devant le Japonais Takeshi Matsuda le Chinois Wu Peng.
  - L'Australien Grant Hackett s'impose sur 800 mètres nage libre masculin en battant le record du monde (7 min 38 s 65) devant l'Américain Larsen Jensen et le Russe Yuri Prilukov.

## Jeudi28 juillet
- Natation, championnats du monde :
  - L'Australienne Giaan Rooney remporte le 50 m dos féminin devant la Chinoise Gao Chang et l'Allemande Antje Buschschulte.
  - L'Italien Filippo Magnini enlève le 100 mètres nage libre masculin devant le favori sud-africain Roland Mark Schoeman et l'autre sud-africain Ryk Neethling.
  - La Polonaise Otylia Jędrzejczak remporte le 200 m papillon féminin en améliorant le record du monde (2 min 05 s 61) devant l'Australienne Jessicah Schipper et la Japonaise Yuko Nakanishi.
  - L'Américain Michael Phelps gagne le 200 m 4 nages masculin devant le Hongrois Laszlo Cseh et l'Américain Ryan Lochte.
  - Les États-Unis gagnent le relais 4 × 200 m nage libre féminin devant l'Australie et la Chine.

## Vendredi29 juillet
- Football :
  - Championnat d'Europe de football des moins de 19 ans, finale : l'équipe de France -19 ans remporte le championnat d'Europe en s'imposant 3-1 face à son homologue anglaise.
  - Championnat de France de football, première journée : ouverture de la saison avec une victoire du Paris Saint-Germain Football Club contre le FC Metz au Parc des Princes, 4-1.

- Natation, championnats du monde :
  - L'Australienne Jodie Henry gagne le 100 mètres nage libre féminin devant la Française Malia Metella et l'Américaine Natalie Coughlin, deuxièmes ex æquo.
  - L'Américain Aaron Peirsol remporte le 200 mètres dos masculin en battant le record du monde (1 min 54 s 66) devant l'Autrichien Markus Rogan et l'Américain Ryan Lochte.
  - L'Australienne Leisel Jones remporte le 200 mètres brasse féminin en battant le record du monde (2 min 21 s 72) devant l'Allemande Anne Poleska et l'Autrichienne Mirna Jukić.
  - L'Américain Brendan Hansen enlève le 200 mètres brasse masculin devant le Canadien Mike Brown et le Japonais Genki Imamura.
  - Les Américains remportent le relais 4 × 200 mètres nage libre masculin devant les Canadiens et les Australiens.

- Water polo, Championnats du monde de natation :
  - La Hongrie s'impose dans le tournoi féminin en battant les États-Unis en finale 10-7. Le Canada prend la troisième place en s'imposant 8-3 dans la petite finale contre la Russie.

## Samedi30 juillet
- Hockey sur glace, LNH, Repêchage de la LNH 2005 : le Québécois Sidney Crosby premier choix des Penguins de Pittsburgh.

- Water polo, Championnats du monde de natation : la Serbie enlève le tournoi masculin en s'imposant en finale face à la Hongrie. La Grèce prend la troisième place en s'imposant 11-10 dans la petite finale face à la Croatie.

- Rugby, Tri-nations : l'Afrique du Sud bat l'Australie sur le score de 22 à 16 lors du premier match du Tri-nations à Pretoria

- Football :
  - Première journée du Championnat d'Écosse : ouverture de la saison avec notamment une victoire des Hearts contre Falkirk FC 4-2.
  - En Super Coupe de Belgique, le FC Bruges s'impose sur le Germinal Beerschot aux tirs au but après un score de parité 1-1.

- Natation, championnats du monde :
  - L'Australienne Danni Miatke remporte le 50 mètres papillon féminin devant les Suédoises Anna-Karin Kammerling et Therese Alshammar.
  - Le Sud-Africain Roland Schoeman s'impose sur 50 mètres nage libre masculin devant le Croate Duje Draganja et le Polonais Bartosz Kizierowski.
  - La Zimbabwéenne Kirsty Coventry gagne le 200 mètres dos féminin devant l'Américaine Margaret Hoelzer et la Japonaise Reiko Nakamura.
  - L'Américain Ian Crocker remporte le 100 mètres papillon en battant le record du monde (50 s 40) devant l'Américain Michael Phelps et l'Ukrainien Andriy Serdinov.
  - L'Américaine Kate Ziegler enlève le 800 mètres nage libre féminin devant la Canadienne Brittany Reimer et la Japonaise Ai Shibata.
  - L'Australie s'impose devant les États-Unis et l'Allemagne dans le relais 4 × 100 mètres 4 nages féminin.

## Dimanche31 juillet
- Compétition automobile:
  - Grand Prix de Hongrie de Formule 1 : le Finlandais Kimi Räikkönen remporte la victoire devant les deux frères Schumacher.
  - 24 heures de Spa-Francorchamps : victoire de la Maserati pilotée par Éric Van de Poele, Michael Bartels et Timo Scheider.

- Cyclisme, HEW Cyclassics du ProTour 2005 : l'Italien Filippo Pozzato de l'équipe Quick Step remporte le Grand Prix de Hambourg.

- Compétition motocycliste, Championnat du monde 2005 de Vitesse moto : l'Italien Valentino Rossi remporte le Grand Prix moto d'Allemagne en moto GP ; c'est le huitième succès cette année pour le pilote Yamaha. L'Espagnol Daniel Pedrosa enlève la course en 250 cm3 ; le Finlandais Mika Kallio s'impose sur 125 cm3.

- Football, finale du championnat d'Europe féminin des moins de 19 ans : l'équipe de Russie remporte le titre continental en s'imposant face à l’équipe de France après l’épreuve des tirs au but (score final 2-2 ; t.a.b. : 6-5).

- Golf, British Open féminin : la Coréenne Jeong Jang remporte le tournoi.

- Natation, championnats du monde :
  - Le Grec Aristídis Grigoriádis remporte le 50 mètres dos masculin devant l'Australien Matt Welsh et le Britannique Liam Tancock.
  - L'Australienne Jade Edmistone enlève le 50 mètres brasse féminin en battant le record du monde (30 s 45), devant l'Américaine Jessica Hardy et l'Australienne Brooke Hanson.
  - Le Hongrois Laszlo Cseh gagne le 400 mètres 4 nages masculin devant l'Italien Luca Marin et le Tunisien Oussama Mellouli.
  - L'Australienne Lisbeth Lenton remporte le 50 mètres nage libre féminin devant la Néerlandaise Marleen Veldhuis et la Chinoise Yingwen Zhu.
  - L'Australien Grant Hackett enlève le 1 500 mètres nage libre masculin devant l'Américain Larsen Jensen et le Britannique David Davies.
  - L'Américaine Katie Hoff remporte le 400 mètres 4 nages féminin devant la Zimbabwéenne Kirsty Coventry et l'Américaine Kaitlin Sandeno.
  - Les États-Unis remportent la dernière épreuve de ces championnats, le 4 × 100 mètres 4 nages masculin, devant la Russie et le Japon.